# Team Differdange-Magic-SportFood.de/Saison 2012
Dieser Artikel listet Erfolge und Fahrer des Radsportteams Differdange-Magic-SportFood.de in der Saison 2012 auf.

## Erfolge in der UCI Europe Tour
In den Rennen der Saison 2012 der UCI Europe Tour gelangen die nachstehenden Erfolge.
| Datum     | Rennen                   | Kat. | Sieger         |
| --------- | ------------------------ | ---- | -------------- |
| 29. April | Paris-Mantes-en-Yvelines | 1.2  | Alex Meenhorst |

## Platzierungen in UCI-Ranglisten
| UCI Continental Circuit | Platz |
| ----------------------- | ----- |
| UCI Asia Tour 2012      | 61    |
| UCI Europe Tour 2012    | 88    |
| UCI Oceania Tour 2012   | 11    |

## Abgänge – Zugänge
| Zugänge          | Team 2011                    | Abgänge                       | Team 2012                     |
| ---------------- | ---------------------------- | ----------------------------- | ----------------------------- |
| Johan Coenen     | Topsport Vlaanderen-Mercator | Stefan Cohnen                 | Landbouwkrediet-Euphony       |
| Jacobus Venter   | Veranda’s Willems-Accent     | Joël Zangerle                 | Leopard-Trek Continental Team |
| Jason Christie   | Marco Polo Cycling Team      | Michael Tronborg              | Team Tre-For                  |
| Bruno Saraiva    | Louletano/Loulé Concelho     | Rudy Lesschaeve               | Team Vulco-VC Vaulx-en-Velin  |
| César Bihel      | Neoprofi                     | Nico Schneider                | Karriereende                  |
| Kevin Kohlvelter | Neoprofi                     | Cédric Gaoua                  | Unbekannt                     |
| Max Losch        | Neoprofi                     | Cyrille Heymans               | Unbekannt                     |
|                  |                              | Morten Knudsen                | Unbekannt                     |
|                  |                              | Jacobus Venter (bis 26. Juni) | MTN Qhubeka                   |

## Mannschaft
| Name                   | Geburtstag          | Nationalität |              |
| ---------------------- | ------------------- | ------------ | ------------ |
| César Bihel            | 11. April 1988      | Frankreich   |              |
| Remco Broers           | 15. Mai 1988        | Niederlande  |              |
| Jason Christie         | 22. Dezember 1990   | Neuseeland   |              |
| Johan Coenen           | 4. Februar 1979     | Belgien      |              |
| Frank Dressler-Lehnhof | 30. September 1976  | Deutschland  |              |
| Gediminas Kaupas       | 7. September 1988   | Litauen      |              |
| Vytautas Kaupas        | 1. April 1982       | Litauen      |              |
| Kevin Kohlvelter       | 5. Oktober 1990     | Luxemburg    |              |
| Jonas Ljungblad        | 15. Januar 1979     | Schweden     |              |
| Max Losch              | 23. April 1993      | Luxemburg    |              |
| Alex Meenhorst         | 26. Februar 1987    | Neuseeland   |              |
| Christian Poos         | 5. November 1977    | Luxemburg    |              |
| Bruno Saraiva          | 27. März 1985       | Portugal     |              |
| Tom Thill              | 31. März 1990       | Luxemburg    |              |
| Sascha Weber           | 23. Februar 1988    | Deutschland  |              |
| Stagiaires             | Stagiaires          | Nationalität | Nationalität |
| Giovanni De Merlier    | Giovanni De Merlier | Belgien      |              |
| Julien Pierrat         | Julien Pierrat      | Frankreich   |              |